# Sialang Palas
Sialang Palas is een bestuurslaag in het regentschap Siak van de provincie Riau, Indonesië. Sialang Palas telt 1778 inwoners (volkstelling 2010).